# Banda, Jiangxi
Banda (kinesiska: 昄大, 昄大乡) är en socken i Kina. Den ligger i provinsen Jiangxi, i den sydöstra delen av landet, omkring 210 kilometer öster om provinshuvudstaden Nanchang. Antalet invånare är 8 146. Befolkningen består av 3 939 kvinnor och 4 207 män. Barn under 15 år utgör 21,0 %, vuxna 15-64 år 69 %, och äldre över 65 år 8,0 %.
Runt Banda är det tätbefolkat, med 319 invånare per kvadratkilometer. Närmaste större samhälle är Xingangshan, 13,2 km nordväst om Banda. I omgivningarna runt Banda växer i huvudsak blandskog.
Genomsnittlig årsnederbörd är 2 636 millimeter. Den regnigaste månaden är juni, med i genomsnitt 506 mm nederbörd, och den torraste är oktober, med 38 mm nederbörd.